# Dipartimento di Boboye
Il dipartimento di Boboye è un dipartimento del Niger facente parte della regione di Dosso. Il capoluogo è Birni N'Gaouré.

## Geografia antropica
Il dipartimento di Boboye è suddiviso in 10 comuni:

### Comuni urbani
- Birni N'Gaouré

### Comuni rurali
- Fabidji
- Fakara
- Falmey
- Guilladje
- Harikanassou
- Kankandi
- Kiota
- Koygolo
- N'Gonga